# Cangapara Airport
Cangapara Airport är en flygplats i Brasilien.   Den ligger i kommunen Floriano och delstaten Piauí, i den östra delen av landet, 1 100 km nordost om huvudstaden Brasília. Cangapara Airport ligger 208 meter över havet.
Terrängen runt Cangapara Airport är huvudsakligen platt. Cangapara Airport ligger uppe på en höjd. Närmaste större samhälle är Floriano, 10,7 km nordost om Cangapara Airport.
Omgivningarna runt Cangapara Airport är huvudsakligen savann. Runt Cangapara Airport är det glesbefolkat, med 16 invånare per kvadratkilometer.